# تقريبا أصدقاء
تقريبا أصدقاء (بالإنجليزية: Almost Friends)‏ هو فيلم كوميدي تم إنتاجه في الولايات المتحدة وصدر في سنة 2016. من بطولة فريدي هايمور وأوديا راش وهالي جويل أوزمنت وجاك ابيل وريتا فولك.

## القصة
تدور القصة حول شاب يحاول التقرب من فتاة تعمل في متجر لبيع القهوة، تنجح محاولاته أخيراً في التقرب منها لكنه يتفاجئ بوجود صديق حميم لها وهو عداء مشهور في المنطقة. تفشل علاقتهم أخيراً رغم التقارب الكبير بينهم شخصيتهما، لكن نهايتها تكون بمودة.

## وصلات خارجية
- تقريبا أصدقاء على موقع IMDb (الإنجليزية)
- تقريبا أصدقاء على موقع روتن توميتوز (الإنجليزية)
- تقريبا أصدقاء على موقع ألو سيني (الفرنسية)
- تقريبا أصدقاء على موقع أول موفي (الإنجليزية)
- تقريبا أصدقاء على موقع بوكس أوفيس موجو (الإنجليزية)
- تقريبا أصدقاء على موقع فيلمافينيتي (الإسبانية)
- تقريبا أصدقاء على موقع قاعدة بيانات الفيلم (الإنجليزية)
- تقريبا أصدقاء على موقع ليتربوكسد (الإنجليزية)
- تقريبا أصدقاء على موقع كينوبويسك (الروسية)